# Frauenarbeitszentrale
Die Frauenarbeitszentrale war Teil des 1916 gegründeten Kriegsamts, einer Behörde im Deutschen Kaiserreich während des Ersten Weltkriegs. Sie war für die Probleme der Beschaffung und Vermittlung von weiblichen Arbeitskräften zuständig und wurde vom „Nationalen Ausschuss für Frauenarbeit im Kriege“ unterstützt, dessen Geschäftsführung gleichzeitig in Händen der Leiterin der Frauenarbeitszentrale lag. Als erste Frau übernahm Elisabeth Lüders diese Aufgabe.

## Aufgaben
Das Arbeitsprogramm der Frauenarbeitszentrale war in der Anlage eines Erlasses des Chefs des Kriegsamtes vom 16. Januar 1917 über die Organisation der Frauenarbeit festgelegt:
1. Die Frauenarbeitszentrale hat die Aufgabe, alle die Maßnahmen in die Wege zu leiten, die die Arbeitsfähigkeit und Arbeitswilligkeit der weiblichen Arbeitskräfte jeder Art fördern mit dem Ziel höchster Produktionssteigerung.
2. Die Frauenarbeitszentrale hat deswegen darauf hinzuwirken, dass alle Arbeitshemmnisse für die Frau nach Möglichkeit hinweggeräumt werden. Hierzu gehört: a.) Schutz der Gesundheit b.) Bereitstellung geeigneter Erholungsräume, Wohn- und Schlafgelegenheiten c.) Beschaffung angemessener Berufskleidung d.) Verbesserung der Beförderungsverhältnisse und Verkehrsmittel e.) Verbesserung der Organisation der Nahrungsmittelbeschaffung und -verteilung für die Frauen
3. Neben der Fürsorge für die Erhöhung der persönlichen Arbeitsfähigkeit der Frauen muss die Frauenarbeitszentrale Einrichtungen treffen, die dem Wohle der zu den Frauen gehörenden Familienmitglieder dienen und dazu beitragen, die Arbeitswilligkeit zu erhöhen: Ausgestaltung von Pflegestellen, Krippen, Bewahranstalten, Kindergärten, Horten, Stillstuben,  Mütter-, Säuglings-, Kleinstkinderberatungsstellen usw., Einstellung von Haus-, Gemeinde-, Landpflegerinnen, Kreisfürsorgerinnen usw.
4. Zur Durchführung und Sicherstellung der gekennzeichneten Aufgaben wird die Vermehrung der in Gewerbe- und Wohnungsaufsicht sowie in der Fabrikfürsorge tätigen weiblichen Beamten notwendig sein. Da die Zeit der Ausbildung der Beamtinnen auf dem üblichen Ausbildungswege nicht ausreicht, wird die Frauenarbeitszentrale geeignete Frauen aus anderen Berufen gewinnen und in angekürztem Bildungsgang für ihre neue Aufgabe vorbereiten lassen.
5. Zur Erfüllung der vorgesehenen sozialen Fürsorge wird die Frauenarbeitszentrale mit sämtlichen ihr angeschlossenen Organisationen dauernd in Verbindung stehen, sie zum Ausbau ihrer vorhandenen Einrichtungen und zu enger Zusammenarbeit auch mit den zuständigen Behörden anregen sowie mit ihnen gemeinsam für die Gewinnung und Heranbildung der benötigten sachkundigen Hilfskräfte Sorge tragen.

## Bedeutung
Durch die Frauenarbeitszentrale und ihr bei- und nachgeordnete Stellen wurden in Deutschland zum ersten Mal Frauen in großer Zahl in den Militärapparat eingegliedert. Von ihr gingen darüber hinaus bedeutsame Anstöße für die Entwicklung der Wohlfahrtspflege als öffentliche Dienstleistung aus. Die von ihr geschaffenen Einrichtungen der Säuglings- und Kinderfürsorge waren für die Bereitschaft der Frauen, ihre Arbeitskraft der Kriegsindustrie zur Verfügung zu stellen, von erheblicher Bedeutung.
Das Frauenreferat des Kriegsamtes richtete außerdem eine eigene Kommission für Kinderfürsorge ein, deren Berichte zu „Richtlinien der Kinderfürsorge“ ausgearbeitet wurden. Die Richtlinien nehmen die Forderung nach einem lokalen „Kinderfürsorgeamt“ vorweg, das im Reichsjugendwohlfahrtsgesetz von 1922 (RJWG) als Jugendamt bezeichnet wird. Die Frauenarbeitszentrale nahm auch Einfluss auf die in der Entwicklung begriffene Ausbildung für soziale Arbeit, z. Bsp. beim Ausbau der Fabrikpflege (Fabrikfürsorge), die der Gewährleistung von angemessenen Arbeitsbedingungen für Frauen in der Kriegsproduktion dienen sollte.